# A-League 2017-2018
Il campionato di A-League 2017-2018 è stata la 13ª edizione della A-League, la massima divisione del campionato australiano di calcio. La stagione è iniziata il 6 ottobre 2017 ed è terminata il 5 maggio 2018. Il detentore del titolo è il Sydney FC, alla sua terza conquista.
Il Melbourne Victory ha conquistato il campionato per la quarta volta, battendo in finale i Newcastle Jets.

## Stagione

### Formato
Il campionato si compone di due fasi: la stagione regolare e la fase finale per l'assegnazione del titolo. Nel corso della stagione regolare le 10 squadre si affrontano tre volte con almeno una partita in casa e una in trasferta, per un totale di 27 giornate. Al termine della stagione regolare le prime 6 classificate accedono alla fase finale e le prime due classificate accedono alla AFC Champions League 2019. Nella fase finale le prime due classificate nella stagione regolare accedono direttamente alle semifinali. Nel primo turno in partita unica la terza classificata nella stagione regolare affronta la sesta, mentre la quarta affronta la quinta. Nelle semifinali la prima classificata affronta la vincente del primo turno col peggior piazzamento nella stagione regolare, mentre la seconda affronta quella col miglior piazzamento. Anche semifinali e finale si giocano in gara unica. La vincitrice della finale vince il campionato ed è ammessa alla AFC Champions League 2019.

## Squadre partecipanti
| Club               | Città            | Stadio                                | Stagione 2016-2017    |
| ------------------ | ---------------- | ------------------------------------- | --------------------- |
| Adelaide Utd       | Adelaide         | Coopers Stadium                       | 9º posto in A-League  |
| Brisbane Roar      | Brisbane         | Suncorp Stadium                       | 3º posto in A-League  |
| C.C. Mariners      | Gosford          | Bluetongue Central Coast Stadium      | 8º posto in A-League  |
| Melbourne City     | Melbourne        | AAMI Park                             | 4º posto in A-League  |
| Melbourne Victory  | Melbourne        | Etihad Stadium AAMI Park              | 2º posto in A-League  |
| Newcastle Jets     | Newcastle        | McDonald Jones Stadium                | 10º posto in A-League |
| Perth Glory        | Perth            | nib Stadium                           | 5º posto in A-League  |
| Sydney FC          | Sydney           | Allianz Stadium                       | Campione d'Australia  |
| Wellington Phoenix | Wellington (NZL) | Westpac Stadium                       | 7º posto in A-League  |
| Western Sydney     | Sydney           | ANZ Stadium Sydney Showground Stadium | 6º posto in A-League  |

### Giocatori stranieri
| Club               | Visa 1            | Visa 2           | Visa 3              | Visa 4               | Visa 5        | Stranieri Non-Visa                                            |
| ------------------ | ----------------- | ---------------- | ------------------- | -------------------- | ------------- | ------------------------------------------------------------- |
| Adelaide Utd       | Johan Absalonsen  | Daniel Adlung    | Baba Diawara        | Isaías               |               | Ersan Gülüm2                                                  |
| Brisbane Roar      | Thomas Kristensen | Éric Bauthéac    | Massimo Maccarone   | Fahid Ben Khalfallah |               | Jamie Young2 Avraam Papadopoulos2 Dane Ingham2                |
| C.C. Mariners      | Wout Brama        | Tom Hiariej      | Asdrúbal            | Alan Baró            |               | Kwabena Appiah2 Storm Roux2                                   |
| Melbourne City     | Michael Jakobsen  | Bart Schenkeveld | Marcin Budziński    | Bruno Fornaroli      |               | Iacopo La Rocca1 Manny Muscat2 Ross McCormack3                |
| Melbourne Victory  | Matías Sánchez    | Besart Berisha   | Leroy George        | Kosta Barbarouses    |               | Jai Ingham2                                                   |
| Newcastle Jets     | Wayne Brown       | Roy O'Donovan    | Ronald Vargas       |                      |               | Patito Rodríguez3 Ivan Vujica2 Daniel Georgievski2 Glen Moss2 |
| Perth Glory        | Joseph Mills      | Andy Keogh       | Andreu              | Diego Castro         | Xavi Torres   |                                                               |
| Sydney FC          | Bobô              | Jordy Buijs      | Adrian Mierzejewski | Miloš Ninković       |               |                                                               |
| Wellington Phoenix | Goran Paracki     | Roy Krishna      | Marco Rossi         | Andrija Kaluđerović  | Matija Ljujić | Ali Abbas1                                                    |
| Western Sydney     | Roly Bonevacia    | Álvaro Cejudo    | Raúl Llorente       | Oriol Riera          |               | Marcelo Carrusca1                                             |

Non rientrano nei criteri Visa:

1Quei giocatori che sono nati e hanno iniziato la loro carriera professionale all'estero, ma da allora hanno guadagnato la cittadinanza australiana (e la cittadinanza della Nuova Zelanda, nel caso dei Wellington Phoenix);

2Cittadini australiani (e cittadini neozelandesi, nel caso dei Wellington Phoenix) che hanno scelto di rappresentare un'altra nazionale;

3Sostituzione di giocatori infortunati o giocatori impegnati con la nazionale;

4Guest Players (idonei a giocare un massimo di quattordici partite)

## Stagione regolare

### Classifica finale
| Pos. | Squadra            | Pt | G  | V  | N | P  | GF | GS | DR  |
| ---- | ------------------ | -- | -- | -- | - | -- | -- | -- | --- |
| 1.   | Sydney FC          | 64 | 27 | 20 | 4 | 3  | 64 | 22 | +42 |
| 2.   | Newcastle Jets     | 50 | 27 | 15 | 5 | 7  | 57 | 37 | +20 |
| 3.   | Melbourne City     | 43 | 27 | 13 | 4 | 10 | 41 | 33 | +8  |
| 4.   | Melbourne Victory  | 41 | 27 | 12 | 5 | 10 | 43 | 37 | +6  |
| 5.   | Adelaide Utd       | 39 | 27 | 11 | 6 | 10 | 36 | 38 | -2  |
| 6.   | Brisbane Roar      | 35 | 27 | 10 | 5 | 12 | 33 | 40 | -7  |
| 7.   | Western Sydney     | 33 | 27 | 8  | 9 | 10 | 38 | 47 | -9  |
| 8.   | Perth Glory        | 32 | 27 | 10 | 3 | 13 | 37 | 50 | -13 |
| 9.   | Wellington Phoenix | 21 | 27 | 5  | 6 | 16 | 31 | 55 | -24 |
| 10.  | C.C. Mariners      | 20 | 27 | 4  | 8 | 15 | 28 | 49 | -21 |

Legenda:
      Ammesse ai Play-off (Semifinali)
      Ammesse ai Play-off (Primo Turno)
Note:
Tre punti a vittoria, uno a pareggio, zero a sconfitta.
La classifica viene stilata secondo i seguenti criteri:
- Punti conquistati
- Differenza reti generale
- Reti totali realizzate
- Punti conquistati negli scontri diretti
- Differenza reti negli scontri diretti
- Minor numero di cartellini rossi ricevuti
- Minor numero di cartellini gialli ricevuti
- Sorteggio

### Risultati
|                   | ADE | BRI | CCM | MEC | MEV | NEW | PER | SYD | WEL | WSW | ADE | BRI | CCM | MEC | MEV | NEW | PER | SYD | WEL | WSW |
| ----------------- | --- | --- | --- | --- | --- | --- | --- | --- | --- | --- | --- | --- | --- | --- | --- | --- | --- | --- | --- | --- |
| Adelaide United   |     | 1-2 | 1-0 | 0-2 | 2-2 | 1-2 | 2-1 | 0-1 | 3-1 | 2-0 |     |     | 2-2 | 1-1 |     | 5-2 |     | 0-0 |     |     |
| Brisbane Roar     | 1-2 |     | 0-0 | 3-1 | 1-2 | 1-2 | 1-2 | 0-3 | 0-0 | 0-2 | 1-0 |     | 1-0 | 1-2 |     | 0-1 | 3-2 |     |     |     |
| C.C. Mariners     | 1-2 | 1-2 |     | 2-2 | 1-1 | 1-5 | 1-0 | 2-0 | 0-0 | 0-2 |     |     |     |     |     | 2-8 |     | 1-2 | 1-0 | 1-2 |
| Melbourne City    | 5-0 | 2-0 | 1-0 |     | 0-1 | 2-2 | 1-3 | 0-1 | 1-0 | 1-1 |     |     | 1-0 |     | 1-2 |     |     | 0-4 | 2-1 | 3-0 |
| Melbourne Victory | 1-2 | 1-1 | 1-1 | 1-2 |     | 2-1 | 3-2 | 0-1 | 2-1 | 1-1 | 3-0 | 1-2 | 5-2 |     |     |     |     | 1-3 |     | 3-1 |
| Newcastle Jets    | 2-1 | 1-0 | 2-0 | 1-2 | 4-1 |     | 2-2 | 2-1 | 3-0 | 1-1 |     |     |     | 0-3 | 2-0 |     | 0-2 |     | 2-3 | 4-0 |
| Perth Glory       | 1-0 | 2-3 | 2-1 | 0-2 | 0-2 | 1-2 |     | 2-3 | 1-0 | 3-1 | 0-3 |     | 3-1 | 2-1 | 1-0 |     |     |     |     |     |
| Sydney FC         | 3-0 | 3-1 | 1-1 | 3-1 | 1-0 | 2-1 | 2-0 |     | 3-2 | 2-2 |     | 1-2 |     |     |     | 2-2 | 6-0 |     | 4-0 | 3-1 |
| Well. Phoenix     | 1-1 | 3-3 | 1-4 | 2-1 | 2-3 | 0-1 | 5-2 | 1-4 |     | 1-1 | 0-1 | 2-2 |     |     | 2-1 |     | 2-1 | -   |     |     |
| West. Sydney W.   | 1-1 | 0-2 | 2-2 | 2-1 | 0-3 | 2-2 | 2-1 | 0-5 | 4-0 |     | 2-3 | 3-0 |     |     |     |     | 1-1 |     | 4-1 |     |

## Fase finale

### Tabellone
|  | Primo turno | Primo turno       | Primo turno       |                   |                | Semifinali     | Semifinali     | Semifinali |  |  | Finale | Finale | Finale |  |
|  |             |                   |                   |                   |                |                |                |            |  |  |        |        |        |  |
|  |             |                   |                   |                   |                | 2°             | Newcastle Jets | 2          |  |  |        |        |        |  |
|  |             |                   |                   |                   |                | 2°             | Newcastle Jets | 2          |  |  |        |        |        |  |
|  |             |                   |                   | Melbourne City    | 1              |                |                |            |  |  |        |        |        |  |
|  | 3°          | Melbourne City    | 2                 | Melbourne City    | 1              |                |                |            |  |  |        |        |        |  |
|  | 3°          | Melbourne City    | 2                 |                   |                |                |                |            |  |  |        |        |        |  |
|  | 6°          | Brisbane Roar     | 0                 |                   |                |                |                |            |  |  |        |        |        |  |
|  | 6°          | Brisbane Roar     | 0                 |                   | Newcastle Jets | Newcastle Jets | 0              |            |  |  |        |        |        |  |
|  |             |                   |                   |                   |                |                |                |            |  |  |        |        |        |  |
|  |             |                   | Melbourne Victory | Melbourne Victory | 1              |                |                |            |  |  |        |        |        |  |
|  |             |                   |                   | Melbourne Victory | 1              |                |                |            |  |  |        |        |        |  |
|  |             |                   |                   |                   |                |                |                |            |  |  |        |        |        |  |
|  |             |                   |                   |                   |                |                |                |            |  |  |        |        |        |  |
|  |             | 1°                | Sydney FC         | 2                 |                |                |                |            |  |  |        |        |        |  |
|  |             |                   |                   | 2                 |                |                |                |            |  |  |        |        |        |  |
|  |             |                   |                   | Melbourne Victory | 3 (d.t.s.)     |                |                |            |  |  |        |        |        |  |
|  | 4°          | Melbourne Victory | 2                 | Melbourne Victory | 3 (d.t.s.)     |                |                |            |  |  |        |        |        |  |
|  | 4°          | Melbourne Victory | 2                 |                   |                |                |                |            |  |  |        |        |        |  |
|  | 5°          | Adelaide Utd      | 1                 |                   |                |                |                |            |  |  |        |        |        |  |

## Statistiche

### Classifica marcatori
| Gol |  |  | Giocatore           | Squadra            |
| --- |  |  | ------------------- | ------------------ |
| 27  |  |  | Bobô                | Sydney FC          |
| 15  |  |  | Oriol Riera         | Western Sydney     |
| 14  |  |  | Ross McCormack      | Melbourne City     |
| 13  |  |  | Besart Berisha      | Melbourne Victory  |
| 13  |  |  | Adrian Mierzejewski | Sydney FC          |
| 10  |  |  | Andrew Nabbout      | Newcastle Jets     |
| 10  |  |  | Dimitri Petratos    | Newcastle Jets     |
| 9   |  |  | Massimo Maccarone   | Brisbane Roar      |
| 9   |  |  | Andrija Kaluđerović | Wellington Phoenix |
| 9   |  |  | Roy O'Donovan       | Newcastle Jets     |
| 9   |  |  | Dario Vidošić       | Wellington Phoenix |